# Українська гірничо-металургійна компанія
Українська гірничо-металургійна компанія (УГМК) — Перша Національна мережа супермаркетів металу.
Штаб-квартира — в Києві.
Є найбільшою мережою супермаркетів металу в Україні.
В Україні працює з 1998 року, створивши власну мережу з близько 35 супермаркетів.
За рейтингом журналу Forbes увійшла до 200 найбільших компаній країни.
Мережа УГМК
Супермаркети металу УГМК присутні майже у кожному обласному центрі України, у великих містах, а також в багатьох маленьких містечках. Середня торговельна площа супермаркету становить близько 2 га, в асортименті присутні понад 2000 найменувань металопрокату, будівельної продукції, а також групи товарів, які необхідні для подальшої обробки металу та будівельних робіт. Середньомісячний обсяг запасів складає понад 50 тис. тонн, що дозволяє виконувати повну комплектацію різних об'єктів будівництва та металообробки.
Фінансові показники
За підсумками 2017 р. УГМК отримала чистий прибуток у розмірі 149 млн.грн. (5,3 млн. дол. США).
Чистий дохід від реалізації продукції та послуг за 2017 р. склав 3,1 млрд.грн. (111,6 млн. дол.США).